# Desiderio Salvadores
Desiderio Salvadores (Buenos Aires, Virreinato del Río de la Plata 1794 - Chile ca. 1819) fue un militar que participó de la guerra de independencia de Argentina y Chile.

## Biografía
Desiderio Salvadores nació en Buenos Aires en 1794, hijo de Manuel Salvadores, natural de Málaga, España, de profesión médico, y de María Antonia Valle, hermana de Ana María Valle, madre de Mariano Moreno.
Tuvo numerosos hermanos, todos comprometidos con la causa patriota, entre ellos los funcionarios Bonifacio José María Salvadores y José María Salvadores, el coronel Ángel Salvadores, el teniente coronel Gregorio Salvadores, el capitán Juan José Salvadores, el sargento mayor Lucio Salvadores, el médico Manuel Antonio Salvadores, el periodista Pedro María de Alcántara Salvadores y el militar Toribio Salvadores.

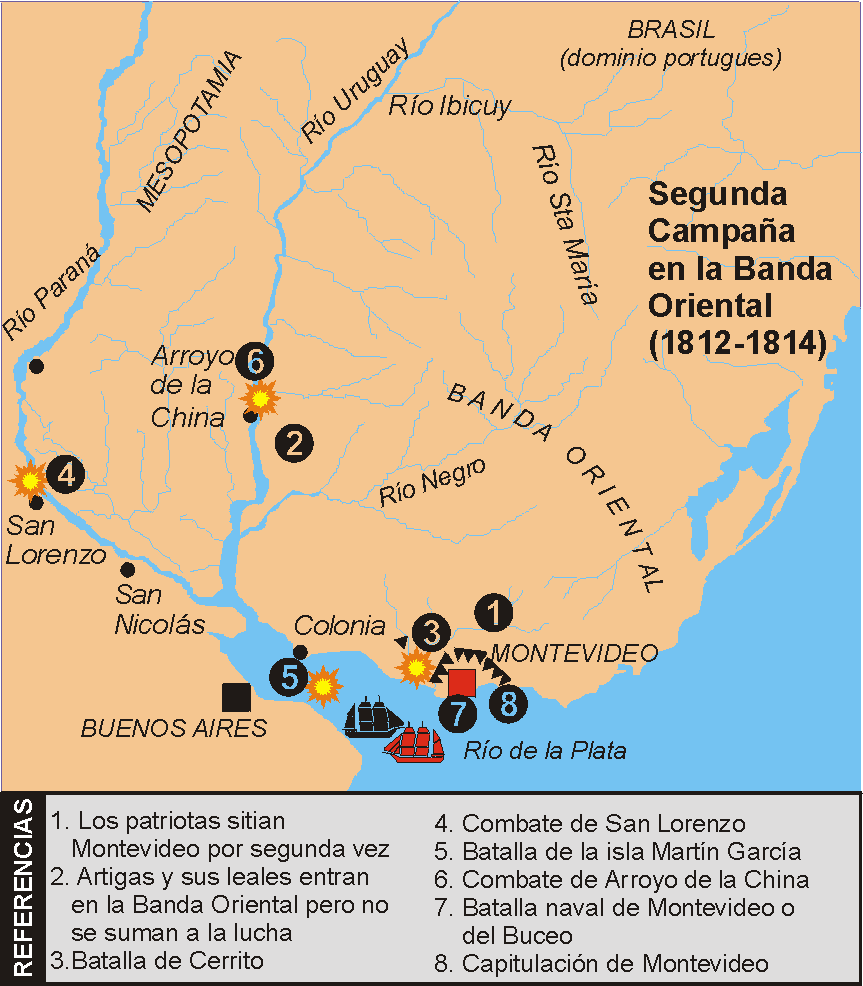

Se alistó en el Regimiento de Infantería N°6 a las órdenes de Miguel Estanislao Soler. Participó de la campaña de la Banda Oriental en 1811 y de la efectuada entre 1812 y 1814 en ocasión del segundo sitio de Montevideo, junto a su hermano Ángel Antonio Salvadores.
Al formar el general José de San Martín el Ejército de los Andes, Desiderio Salvadores se alistó, y el 14 de enero de 1819 fue designado alférez de la primera compañía de Cazadores a Caballo participando de la Campaña de Chile.
Murió allí con el grado de teniente, víctima de una epidemia.
Su familia tuvo un destacado papel en las luchas por la independencia y en las guerras civiles argentinas en las que militaron en el Partido Unitario.